# Johannes Grosskopf
Johannes Friedrich Wilhelm Grosskopf (n. 25 noiembrie 1885 – d. 3 iulie 1948) a fost un scriitor sud-african.
A scris drame pe teme sociale de actualitate, de factură realistă sau simbolistă.

## Scrieri
- 1920: Un dezmoștenit ("'n Esau")
- 1926: Norul ciumat ("Die peswolk")
- 1926: Sub jug ("As die tuig skawe")
- 1926: Casa spiritelor ("Die spookhius")
- 1926: Sala de așteptare ("In die wagkamer")
- 1941: Pumnalul cu resort ("Die klipdolk").